# Трите котки и морето от приключения
„Три котки и морето от приключения“ е руски анимационен филм на студио Metrafilms по поръчка на телевизионния канал STS за новите приключения на Коржик, Карамелка и Компот, герои от популярния телевизионен сериал „Трите котки“. Премиерата на анимационния филм е на 1 юни 2022 г. Премиерата се състоя на 24 септември 2022 г. в телевизионните канали STS и STS Kids.

## Сюжет
Коржик, Карамелка и Компот заедно с родителите си отиват на почивка в морски курорт, където ги очакват ярки събития, пълни със забавни вълнения и срещи с нови приятели.

## Производство
Началото на производството на филма става известно през юни 2021 г. В същото време е обявено името на проекта и името на режисьора Дмитрий Висоцки. Известно е, че историята ще бъде придружена от няколко музикални номера. Действието на филма се развива в морски курорт. В края на февруари е пуснат 1 тийзър трейлър в YouTube канала, на 28 март са пуснати 2 официални трейлъра. След това песни от анимационния филм са пуснати в канала на YouTube.

## Премиера
Премиерата се състои на 1 юни 2022 година‎.